# كورت هارلاند
كورت هارلاند (بالإنجليزية: Kurt Harland)‏ هو مغني وملحن أمريكي، ولد في 25 يناير 1963.

## وصلات خارجية
- كورت هارلاند على موقع IMDb (الإنجليزية)
- كورت هارلاند على موقع ميوزك برينز (الإنجليزية)
- كورت هارلاند على موقع ديسكوغز (الإنجليزية)